# فرنسيس كار (سياسي)
فرنسيس كار (بالإنجليزية: Francis Carr)‏ هو سياسي أمريكي، ولد في 6 ديسمبر 1751 في الولايات المتحدة، وتوفي في 6 أكتوبر 1821 في نفس البلد. حزبياً، نشط في الحزب الجمهوري الديمقراطي. وقد انتخب عضو مجلس نواب ماساتشوستس وانتخب عضو مجلس النواب الأمريكي.